# Okuje
Okuje jsou okysličené plátky kovu (oxidy železa), které vznikají při tepelném tváření kovových slitin na bázi železa vlivem atmosférického kyslíku.
Vznikají například během kování, odtud pak pochází jejich český název. Během tepelného tváření tak vzniká určitá ztráta materiálu (takzvaný opal). Rozžhavené okuje kromě toho mohou způsobit i drobná poranění. Také z tohoto důvodu musí být kováři vhodně oblečeni a obuti, tedy vybaveni správným pracovním oděvem.

## Využití okují
Okuje se recyklují, neboť obsahují velké množství železa. Využívají se jako součást vsázky, zejména do Siemensovy-Martinovy pece, dříve také do pudlovny.